# Crocodylus halli
Il coccodrillo della Nuova Guinea di Hall (Crocodylus halli Murray, Russo, Zorrilla & McMahan, 2019) è una specie di coccodrillo endemico dell'isola della Nuova Guinea. Si trova nella metà meridionale dell'isola, a sud degli altopiani della Nuova Guinea. Prende il nome da Philip M. Hall, un ricercatore dell'Università della Florida che ha eseguito gli studi iniziali per chiarire il carattere distintivo della specie.

## Tassonomia
La specie era precedentemente considerata una popolazione distinta del coccodrillo della Nuova Guinea strettamente correlato (C. novaeguineae), ma l'analisi genetica e l'analisi della sua struttura cranica (vale a dire la postcrania e la mascella) hanno supportato la sua classificazione come specie propria. Le due specie si sono separate, probabilmente, negli ultimi 3-8 milioni di anni, quando il sollevamento degli altopiani della Nuova Guinea creò una barriera che li divise in popolazioni separate; a causa di questa divergenza relativamente recente, l'analisi del mtDNA non recupera le due popolazioni come specie distinte, sebbene l'analisi filogenetica li classifichi come specie separate. Nonostante la comune origine delle due specie, l'analisi genetica indica che il coccodrillo della Nuova Guinea potrebbe essere più strettamente correlato al putativo coccodrillo del Borneo (C. raninus) che al coccodrillo della Nuova Guinea di Hall. Ciò potrebbe indicare che C. novaeguinae e C. raninus si sono discostati l'uno dall'altro anche più recentemente di quanto il loro antenato abbia fatto da C. halli, o che l'esemplare usato per C. raninus fosse in realtà un C. novaeguinae erroneamente identificato.

## Distribuzione e habitat
La specie si trova in paludi, fiumi e laghi nella metà meridionale della Nuova Guinea. È noto per spingersi occasionalmente negli estuari, come l'estuario del fiume Fly. La variazione individuale è nota in molti individui in tutta la loro distribuzione, con gli individui del lago Murray che hanno un cranio molto più largo di quelli del fiume Aramia.

## Biologia

### Riproduzione
La specie nidifica durante la stagione delle piogge della Nuova Guinea (novembre-aprile), in contrasto alla specie C. novaeguineae, che nidifica verso la fine della stagione secca (luglio-novembre).

## In cattività
Tre esemplari in cattività nel Parco zoologico di St. Augustine Alligator Farm, precedentemente considerati individui di C. novaeguinae, sono stati effettivamente riconosciuti come C. halli attraverso un'analisi genetica, mentre lo studio veniva condotto. Questi esemplari sono stati usati per comprovare le differenze osservate tra C. halli e C. novaeguinae.